# Karlesspitze
Die Karlesspitze (italienisch Cima di Quaira), im Atlas Tyrolensis Grubspitze genannt, ist ein 3462 m ü. A. hoher Berg im Hauptkamm der Ötztaler Alpen, der hier Schnalskamm genannt wird. Er liegt genau an der Staatsgrenze zwischen dem österreichischen Bundesland Tirol und der italienischen Provinz Südtirol. Der Berg hat eine spitze Kegelform mit teilweiser Firnüberdeckung im Nordwesten und Nordosten. Die südlichen Flanken fallen steil ins Pfossental ab und sind Teil des Naturparks Texelgruppe. Zuerst touristisch bestiegen wurde die Spitze am 30. August 1869 von dem englischen Nationalökonomen Alfred Marshall aus Cambridge und den Bergführern Blasius Grüner und Peter Paul Gstrein von Gurgl aus.

## Lage und Umgebung
Die Karlesspitze liegt etwa neun Kilometer Luftlinie nordöstlich von Karthaus im Schnalstal und 12 Kilometer südlich von Obergurgl, einem Ortsteil der Gemeinde Sölden im Ötztal. Nach Süden hin besitzt die Spitze durch ihre massive, steile, etwa 500 Meter hohe Südwand eine große geografische Dominanz. Benachbarte Gipfel sind im Osten, entlang des Hauptkamms, die 3365 Meter hohe Falschunggspitze, im Westen, getrennt durch das auf 3269 Metern Höhe bereits im Nährgebiet des Schalfferners gelegene Karlesjoch, die komplett auf italienischem Gebiet liegende Fanatspitze (3361 m). Im Verlauf des Nordgrats liegt, getrennt durch das Querkogeljoch auf 3346 Metern, der 3448 Meter hohe Querkogel. Im Norden und Westen reicht der Gletscher Schalfferner bis kurz unter den Gipfel der Karlesspitze. Im Osten liegt das Nährgebiet des Gurgler Ferners.

## Stützpunkte und Routen
Alfred Marshall, der seine Ferien 1869 in Tirol verbrachte, wollte mit den beiden Bergführern von Obergurgl aus über einen neuen hochalpinen Weg nach Vent wandern. Ihr Weg führte statt über den Schalfkogel daher über den Gurgler Ferner zunächst in südlicher Richtung bis zum Verbindungsgrat vom Querkogel zur Karlesspitze, die man überschritt. Marshall hinterließ seine später aufgefundene Visitenkarte unter Steinen auf dem Gipfel, auf der er nähere Angaben zu ihrer Route gemacht hatte. Der heutige Normalweg auf die Karlesspitze, gleichzeitig der Weg der Erstbesteiger, führt über den firnbedeckten Nordgrat als Hochtour mit entsprechender Ausrüstung und Kenntnis. Als Stützpunkt dient das auf 2883 Metern Höhe gelegene Hochwildehaus. Von der Hütte aus führt der Weg in südlicher Richtung über den Gurgler Ferner bis zum Querkogeljoch, das mit einer mäßig schwierigen Kletterei im Schwierigkeitsgrad UIAA II über Fels und Blockwerk erreicht wird, dann südwärts über den ausgesetzten Firngrat zum Gipfel in, laut Literatur, 4½ Stunden Gehzeit. Erreichbar ist die Karlesspitze auch von der Martin-Busch-Hütte (2501 m) aus über den Westgrat in sechs Stunden.